# Остров имени Сагайдачного
Остров имени Сагайдачного (до 2017 года — имени Ленина) — остров в Днепровском водохранилище в городе Запорожье. Образовался из части правого берега после завершения строительства Днепровской ГЭС и затопления местности.
Решением депутатов Запорожского городского совета 28 февраля 2017 года в рамках проводимой на Украине декоммунизации остров был переименован в остров имени Сагайдачного.
Рядом с островом находятся остатки Кичкасского моста.